# West-Saksisch voetbalkampioenschap 1917/18
In 1917/18 werd het zesde voetbalkampioenschap van West-Saksen gespeeld, dat georganiseerd werd door de Midden-Duitse voetbalbond. Zwickauer SC en Olympia Zwickau gingen een tijdelijke oorlogsfusie aan. De club werd kampioen en plaatste zich voor de Midden-Duitse eindronde. De club verloor na verlengingen van Teutonia Chemnitz met 2-3.

## 1. Klasse
| Plaats | Club                   | Wed. | W | G | V | Saldo | Ptn.  |
| ------ | ---------------------- | ---- | - | - | - | ----- | ----- |
| 1.     | KSG SC/Olympia Zwickau | 6    | 5 | 0 | 1 |       | 10:02 |
| 2.     | SpVgg Meerane 1907     | 6    | 4 | 0 | 2 |       | 08:04 |
| 3.     | FC 02 Schedewitz       | 6    | 2 | 0 | 4 |       | 04:08 |
| 4.     | VfB Glauchau           | 6    | 1 | 0 | 5 |       | 2:10  |

|  | Kampioen, geplaatst voor Midden-Duitse eindronde |